# Jaskinie Sloupsko-šošůvské

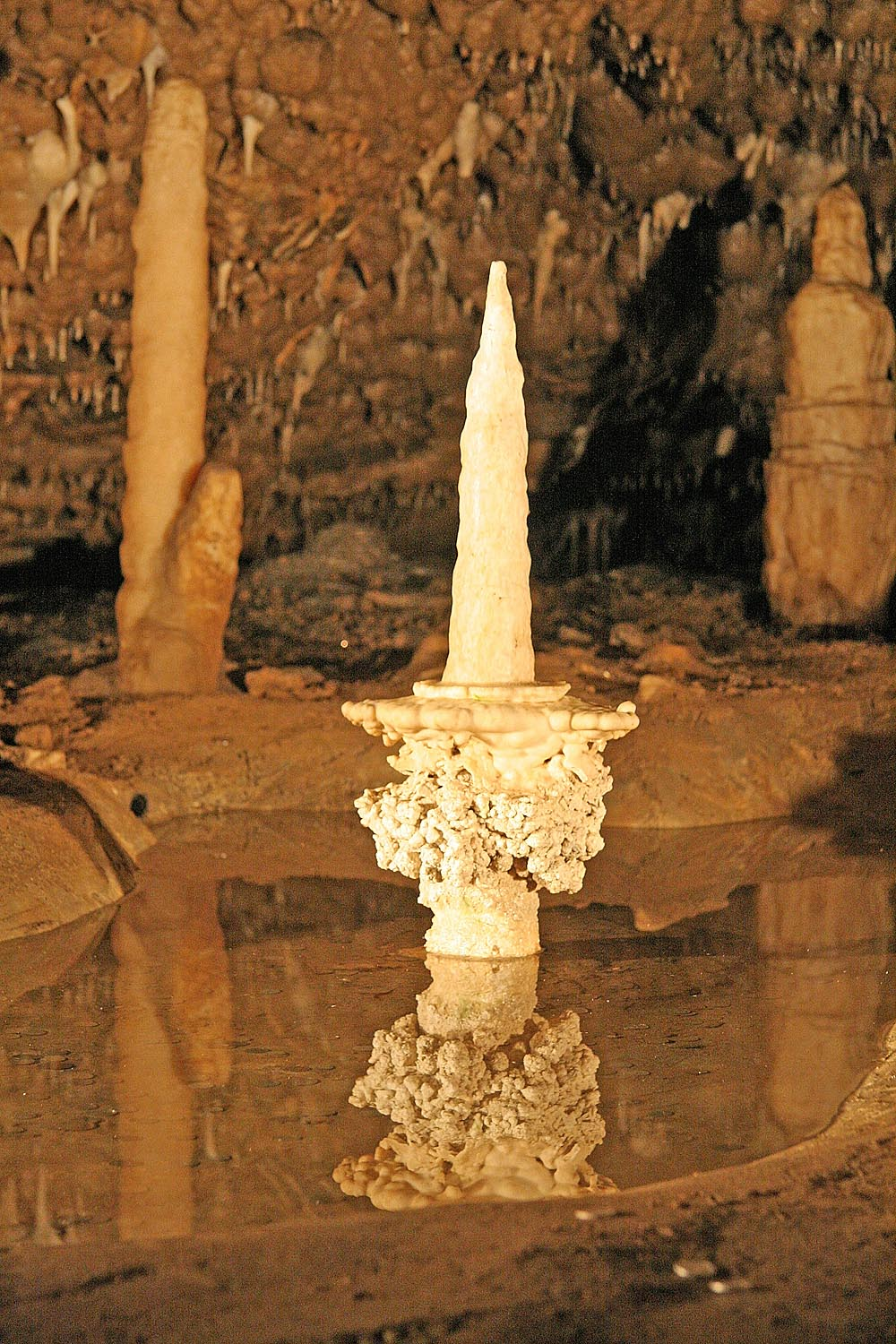
Svicen w Brouškovej sieni

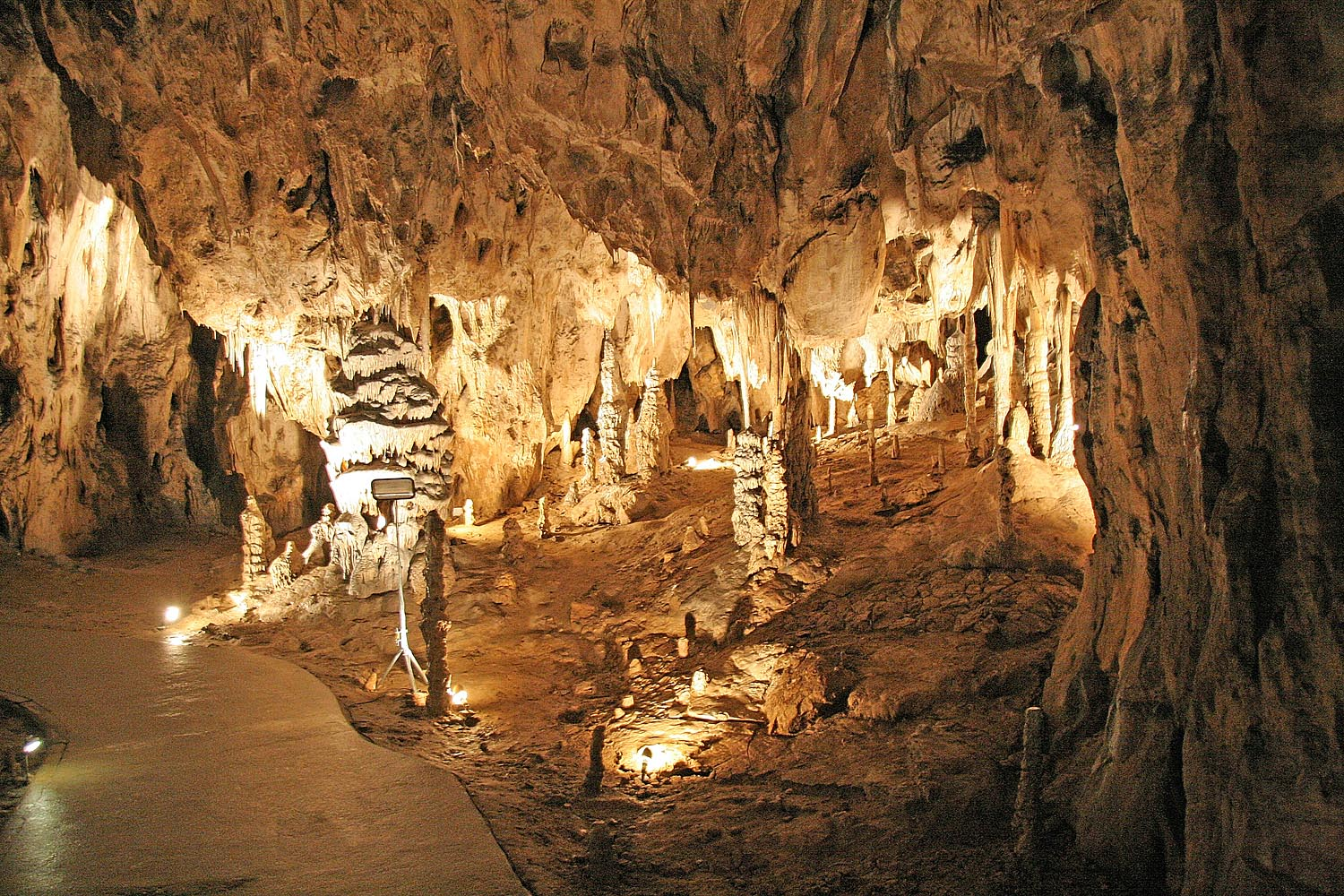
Jaskinia Eliszki

Jaskinie Sloupsko-šošůvskié – rozległy system komór i korytarzy nieopodal miasta Sloup, na terenie Krasu Morawskiego. Jaskinie należą do systemu Jaskiń Amatorskich, który jest najdłuższym systemem jaskiniowym w Czechach.

## Informacje ogólne i zwiedzanie
Podziemna trasa turystyczna, wiodąca przez korytarze i komory jaskiń, jest najdłuższą tego typu w Czechach. Długi okrąg ma aż 1760 m, krótki – 890 m. W jaskini panuje stała temperatura 7-8 °C.
Zwiedzający po pokonaniu portalu wejściowego oraz Jaskini Nicová dostają się do Jaskini Eliszki z licznymi formami naciekowymi. Dzięki wspaniałej akustyce komory jest ona wykorzystywana do koncertów. Następnie trasa prowadzi przekopanym korytarzem do najbardziej rozległej części kompleksu – Starych Skał. Znajdują się tu przepaście: Stupňovitá, o głębokości 65 m oraz Nagelova – jedna z najobszerniejszych jaskiń w Czechach, o głębokości 90 m. Obie przepaście turyści mogą podziwiać ze zbudowanych nad nimi mostków. Następnie odwiedzający przechodzą do jaskiń šošůvských. Komory są tutaj o wiele mniejsze, lecz bardziej bogate w formy naciekowe. Trasa wiedzie przez długie korytarze do Brouškovej sieni, w której znajduje się unikatowy stalaktyt – „Svicen”. Przed zakończeniem trasy zwiedzający mogą jeszcze zobaczyć głęboką na 70 m Czarną Przepaść. Wyjście z kompleksu stanowi jaskinia Kůlna, w której odkryto czaszki neandertalskie datowane na 120 000 lat.